# Tony Tremblay
Pour les articles homonymes, voir Tremblay.
 (février 2022).
Si vous disposez d'ouvrages ou d'articles de référence ou si vous connaissez des sites web de qualité traitant du thème abordé ici, merci de compléter l'article en donnant les références utiles à sa vérifiabilité et en les liant à la section « Notes et références ».
Tony Tremblay, né le 19 août 1968 à Jonquière (Saguenay), est un poète, écrivain, performeur et communicateur québécois.

## Biographie
Cofondateur avec André Lemelin de la revue de poésie Exit qu'il a dirigée pendant 17 numéros, il a remporté le Prix Émile-Nelligan en 1998, ainsi que le prix du Salon du Livre du Saguenay-Lac-Saint-Jean en 1999 pour son livre Rue Pétrole-Océan.
À propos du livre Rock Land (2006), le critique Hugues Corriveau du journal Le Devoir écrit : « Il y a dans ce dense et très beau recueil une sorte d’acharnement à maintenir à flot le devoir de témoigner du vivant, du passage du temps, des sentiments. Quand tout s’érode, peut-être que seule la parole vigilante reste capable de sauvegarder la dignité. »
Tony Tremblay œuvre dans le monde des médias depuis ses débuts en 1985 à CHOC-FM, la radio communautaire du Saguenay, travaillant ensuite pendant de nombreuses années à Radio-Canada, entre 1989 et 2021. Tantôt réalisateur, animateur sur scène et à la radio, chroniqueur, journaliste, reporter à la télévision, producteur, éditeur, et blogueur, il se produit également dans des spectacles et des récitals depuis 1995 où il collabore souvent avec des musiciens. Il anime notamment en 2014 la 15ème édition du Festival de la poésie à Montréal.
On a pu voir et entendre Tony Tremblay au Québec, au Canada, et en France.

## Publications
- Rock Land, Montréal, l'Hexagone, 2006  -   (ISBN 2-89006-778-5)
- Rue Pétrole-Océan (réédition), Montréal, l'Hexagone, 2004  -   (ISBN 2-89006-723-8)
- Des receleurs, Montréal, l'Hexagone, 2001  -   (ISBN 2-89006-657-6) (épuisé)
- Rue Pétrole-Océan, Montréal, Les Intouchables, coll. Poètes de brousse, 1998  -   (ISBN 2-921775-50-6) (épuisé)
- Contagion, Trois-Rivières, Écrits des Forges, 1996  -   (ISBN 2-89046-417-2)